# 双性恋照明

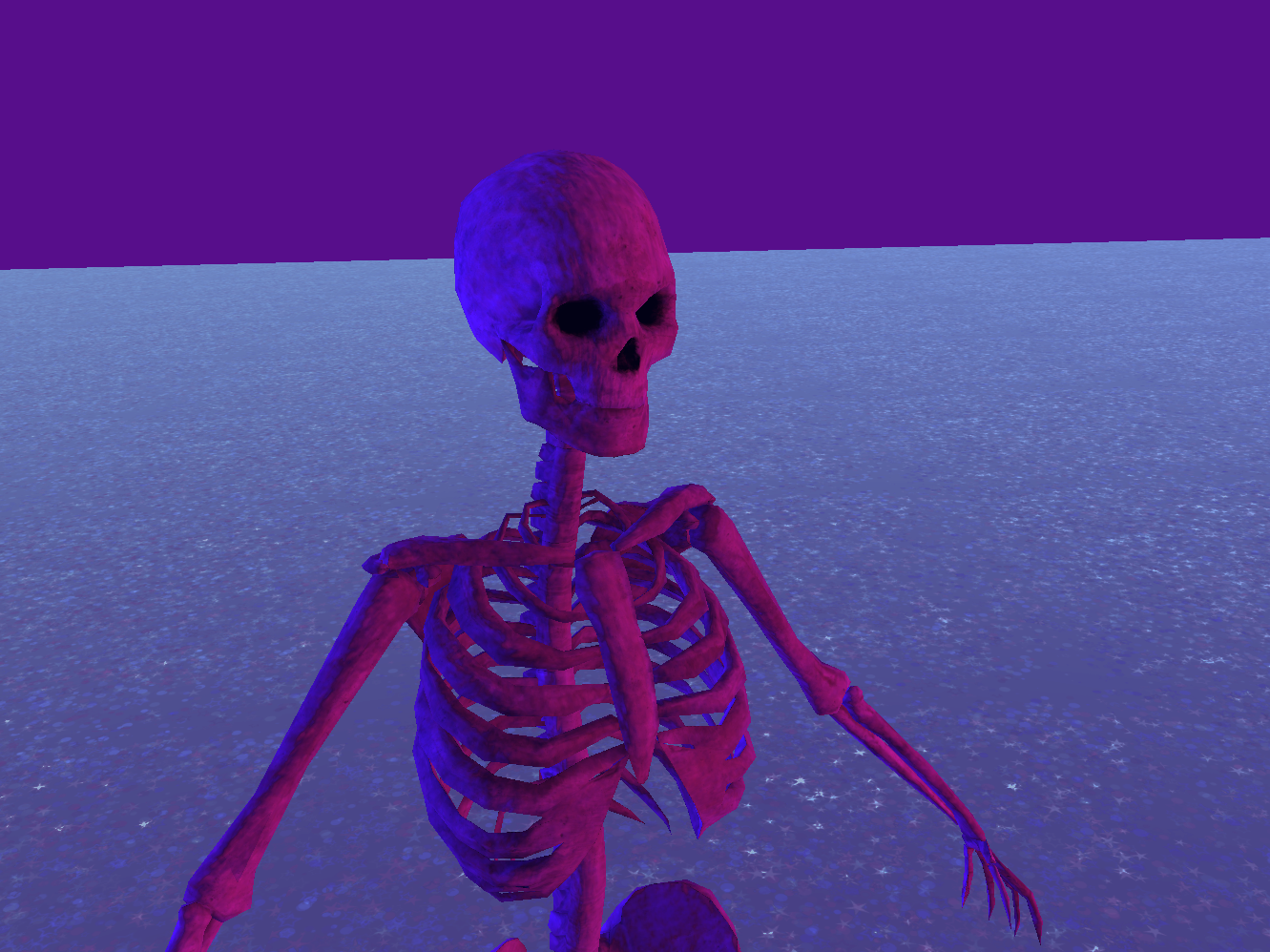
一个骷髅在双性恋照明下的三維渲染

双性恋照明是指用粉红色、紫色和蓝色照明表示双性恋角色。它用于电影和电视的工作室照明，也出现于各种电影的摄影。虽然在一些电影、电视剧、照片和音乐视频中，这种灯光并非表示双性恋，但许多酷兒艺人都特意使用双性恋旗中的这些色调。
它具有霓虹燈的风格，而且和合成波有关。

## 象征意义

双性恋旗的设计采用粉红色、紫色和蓝色。

BBC新闻部的乔治·皮尔波因特说，有些社交媒体网民称双性恋照明是一种“使人自信的视觉手法”，能对抗双性恋在视觉媒体中不受充分表现的现象。这个颜色搭配可能直接取自双性恋旗。2017年，这个潮流受到LGBT社群欢迎，尤其是Twitter、Reddit和Pinterest的用户。萨莎·格芬在Vulture.com指出“它的含义已经一成不变”，《PopBuzz》的尼基·伊迪卡说它“在媒体有关双性恋的叙事中已成为既定的一环”。虽然《The Daily Dot》不确定“最先出现的是这种美学还是文化影响”，但它也认为这个概念“已为人接受”。彩通将紫外光色（Ultra Violet）定为2018年年度颜色，而BBC称此举反映了这颜色搭配的流行。
阿米利亚·佩林在《柯夢波丹》批评越来越多电视节目和音乐视频在双性恋角色出现时运用此类照明的趋势，认为这种形象会“加强人们对双性恋的刻板印象”。佩林认为这种灯光通常由霓虹灯产生，给观众一种“夜总会和舞厅”的印象，继而暗示“双性恋的一夜情和恋爱仅仅是你只会去夜店喝醉时才会做的‘实验’。”
根据《The Mary Sue》的杰西卡·梅森所述，紫色由多种纯光谱色组成，在历史上代表“尊贵和神圣”，也能表示“魔法、外星人和未知事物”。YouTuber凯尔·卡尔格伦提到蓝色、紫色和品红色不会在自然界出现，而且它们在电影制作中等同于超自然现象。电影演讲家拉拉·汤普森认为在2010年代末叶的媒体中，粉红色和蓝色的霓虹灯光是一种对1980和1990年代的怀旧潮流。

## 历史

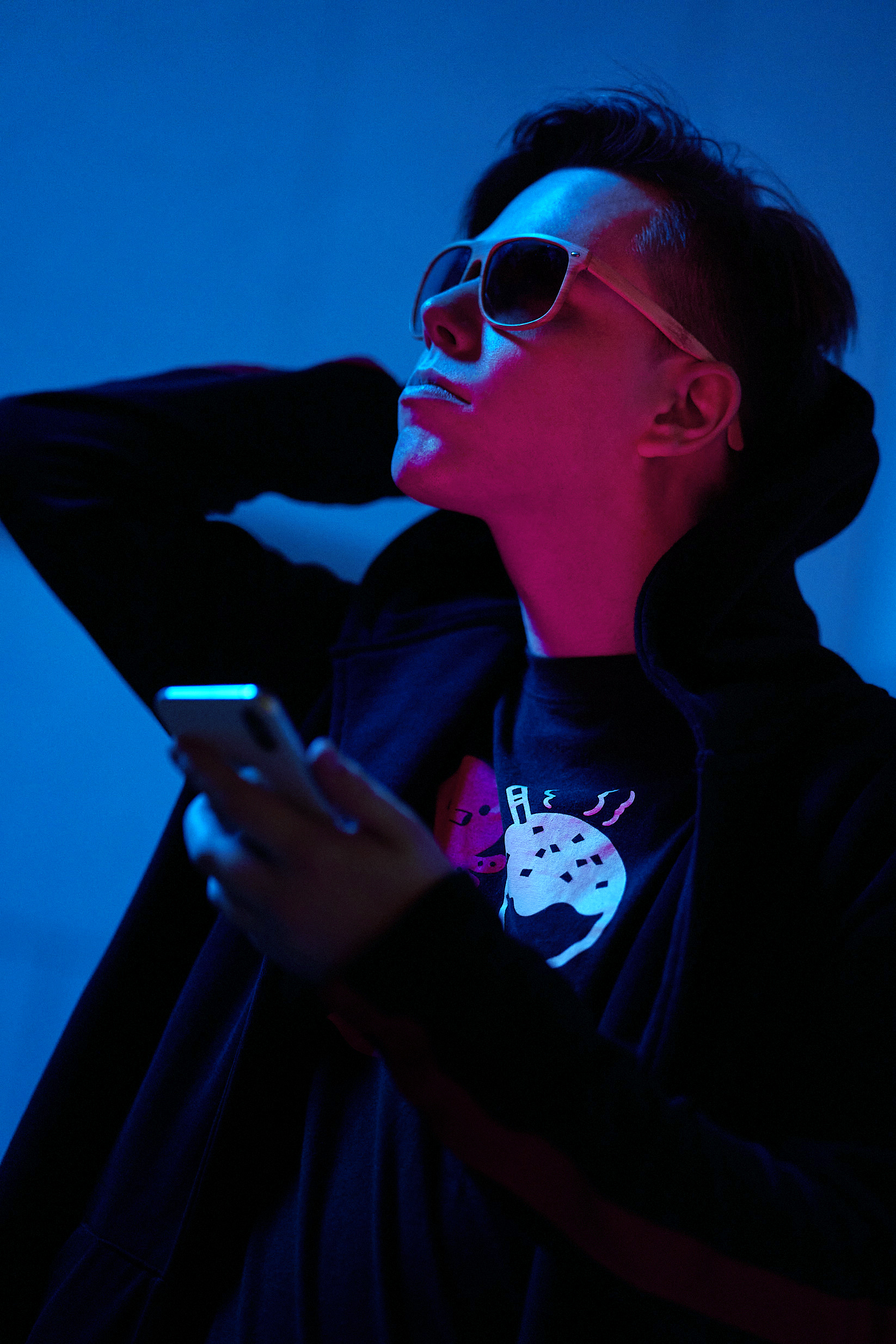
图中的男人一侧照着粉红色光，另一侧照着蓝色光。

根据《BOWIE Creators》所述，双性恋照明最初由一位《神探夏洛克》粉丝于2014年在Tumblr提出，因为她认为这种灯光在暗示约翰·华生是双性恋人物，最终会与歇洛克·福尔摩斯恋爱。这次短暂出现虽然没有对其他运用此类照明的节目、电影或音乐视频造成直接影响，但也让人明白双性恋主题可以用这种颜色组合表示。2017年左右，ContraPoints（当时自认为双性恋）等左翼YouTuber开始用粉红色、紫色和蓝色的霓虹灯照亮场景，录制视频。2018年，双性恋照明成为流行迷因。许多Twitter讨论串展示这种照明方式爆红的实例，也有一些动物在双性恋照明下的照片在社交媒体广泛流传。

## 例子

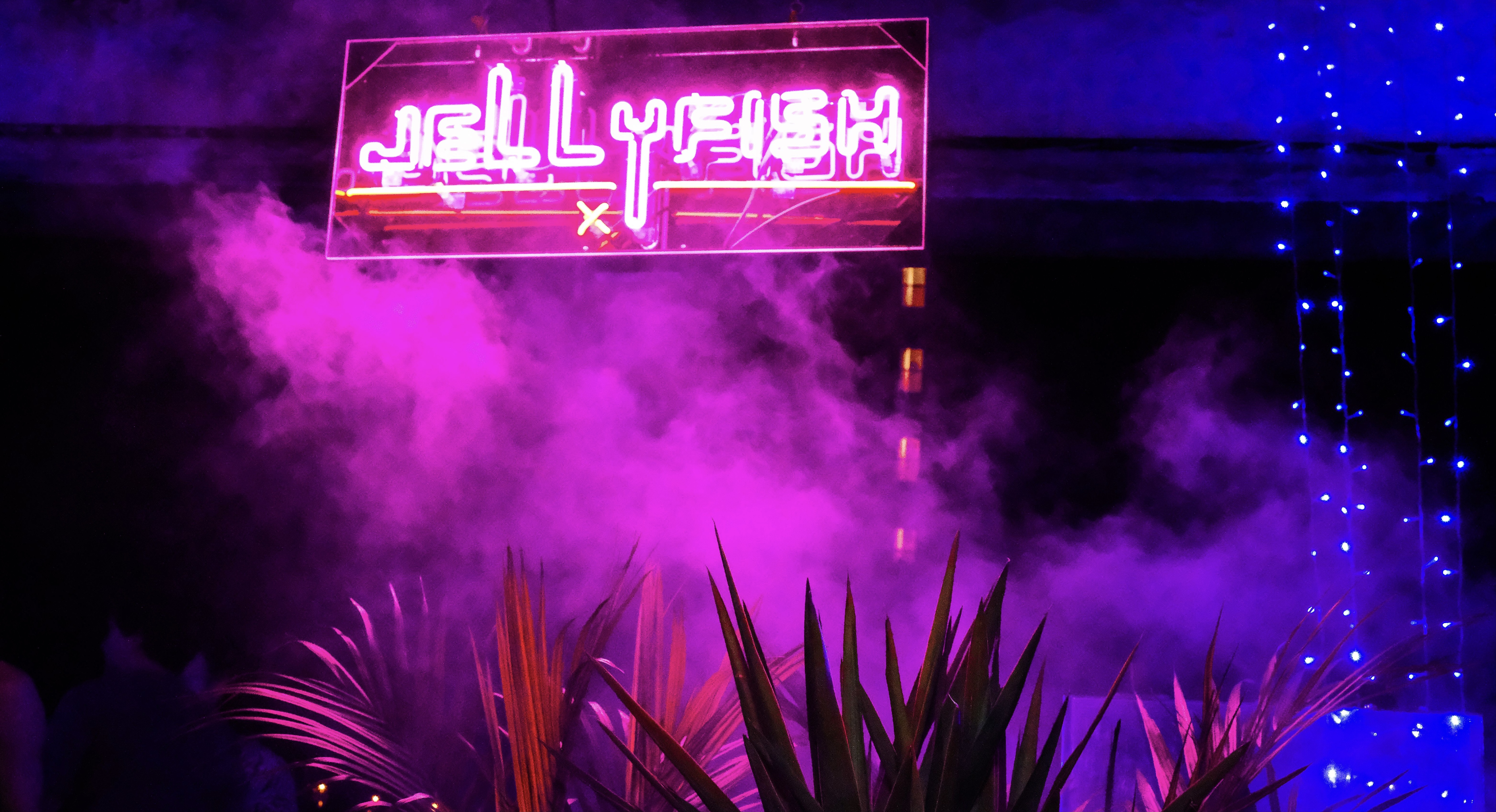
一场展现双性恋照明的舞会

双性恋照明不局限于任何一种媒介，而且通常出现于双性恋角色登场或暗示双性恋的场景。
《霓虹惡魔》、《極凍之城》和《黑豹》都采用蓝色、粉红色和紫色灯光。同样，《黑鏡》得奖剧集《圣朱尼佩洛》，以及布倫屋製片公司节日恐怖独立单元剧《黑暗詩選》的剧集（包括《致命玩笑》、《午夜之吻》和《我的情人》）也利用这个视觉效果。之后，电视系列《河谷镇》、《梦滨城》、《凡賽斯遇刺案：美國犯罪故事》、《战神金刚：传奇的保护神》和《奇幻貓頭鷹小屋》，以及2020年电影《猛禽小隊：小丑女大解放》也被称使用这种照明。在《洛基》第三集《拉曼提斯》中，洛基公开自己是双性恋时，场面出现这种灯光。在电子游戏《Ultrakill》中，第二圈地狱的反乌托邦场景采用双性恋照明。
贾奈尔·梦内Make Me Feel、黛咪·洛瓦托嗨翻酷暑和爱莉安娜·格兰德七枚鑽戒的音乐视频也使用双性恋照明。哈里·斯泰尔斯在巡演演奏Medicine时所出现的“荧光蓝和品红灯光”，以及利尔·纳斯·XPanini的音乐视频中的类似照明，也用此称呼。《柯夢波丹》提到，一些泰勒·斯威夫特粉丝称《情人》专辑封面采用这种颜色组合，是在证明她是双性恋，而且一度与卡莉·克劳斯恋爱，尽管这些猜测早被否认。
密德薩斯大學电影演讲家拉拉·汤普森认为双性恋照明并非人尽皆知，说：“我必须看到更多用例，才能相信双性恋照明是广泛现象。”根据《Polygon》的莉莲·霍奇文德所述，“即使场面一点双性恋都没有，我们还是经常觉得双性恋照明无处不在。 [……]这些色调在奇幻中代表魔法，在科幻中表示外星的景色，在赛博朋克场景和夜店中则等同于霓虹灯。所以，虽然Twitter用户和媒体批评家注意到《捍衛任務3：全面開戰》、《銀翼殺手2049》、《星之彩》、《孤兒怨2：最黑暗的過去》、《宾果地狱》、《黑超特警組：反轉世界》、《子彈列車》和《蜘蛛人：新宇宙》都运用双性恋照明，但背后的原因却一般与LGBT无关。”

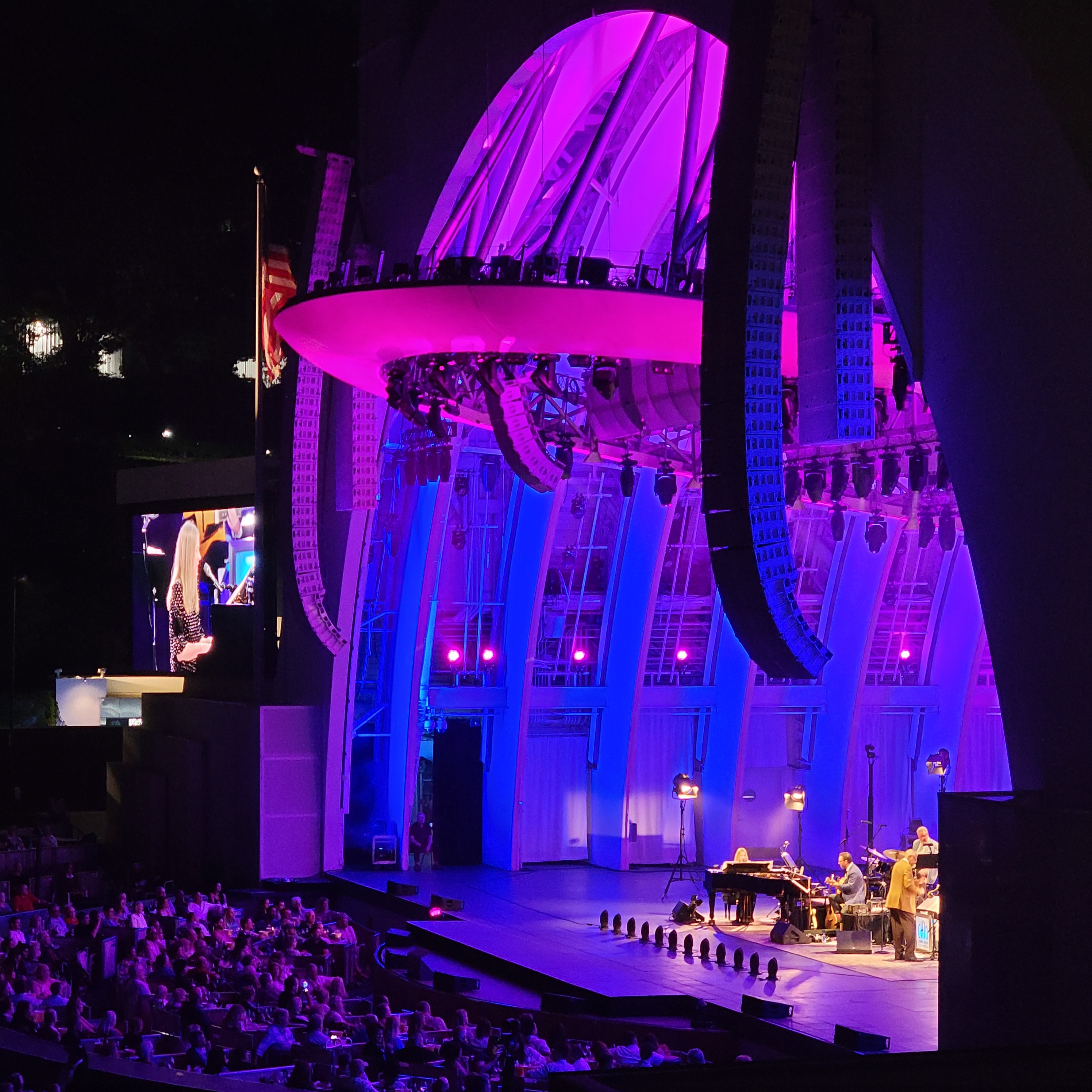
在2023年的一场表演中，戴安娜·克瑞儿演唱一首对象为女性的情歌时，好萊塢露天劇場使用双性恋照明。

2018年，双性恋照明成为流行迷因。许多Twitter讨论串展示这种照明方式爆红的实例，也有一些动物在双性恋照明下的照片在社交媒体广泛流传。2022年，Netflix的《戀愛修課》和HBO的艾美奖获奖剧《亢奋》都采用双性恋照明。2022年双性恋皮革戀电影《Please Baby Please》整片都运用双性恋照明。